# Pierre Liotard-Vogt
Pierre Liotard-Vogt (* 14. Dezember 1909 in London; † 15. November 1987 in Blonay, Schweiz) war ein französischer Manager. Er war CEO und Präsident des Verwaltungsrates von Nestlé.

## Leben
Geboren wurde er als Sohn von Enrica (geb. Cerasoli) und Alfred Liotard-Vogt, der Generaldirektor von Nestlé war. 1931 schloss er sein Studium an der HEC Paris ab.
1933 trat Pierre Liotard-Vogt in die Firma Nestlé in Vevey ein, für die er in Belgien, England und vor allem Frankreich tätig war, ab 1965 als Marktchef. 1967 wurde er in den Verwaltungsrat der Muttergesellschaft gewählt, 1968–75 war er Delegierter und 1973–82 deren Präsident. Nestlé beteiligte sich unter seiner Leitung neu im Mineralwasser- (Vittel) und Kosmetikgeschäft (L’Oréal), sowie am Pharmaunternehmen Alcon, welche heute zu den erfolgreichsten Beteiligungen der Nestlé gehören. Nestle verkaufte die Beteiligung an Alcon schrittweise an Novartis und erlöste über 38 Milliarden USD. Er war Verwaltungsratsmitglied der Schweizerischen Kreditanstalt.
Pierre Liotard-Vogt gehörte zu den einflussreichsten und bestverdienenden Managern Europas. Auf das Familienschloss in Frankreich lud er seine Freunde zur Jagd, zu denen auch der ehemalige französische Staatspräsident François Mitterrand gehörte. Privat engagierte er sich sehr für das Centre Français de Protection de l'Enfance, das er über seine Stiftung Association Pierre Liotard-Vogt finanzierte. Die Stiftung wird heute noch von seinem Sohn Bertrand Liotard-Vogt und seinem Enkel Patrick Liotard-Vogt weitergeführt.
1951 wurde er Chevalier und 1959 Offizier der Ehrenlegion. Die Stadt Vevey verlieh ihm 1976 den Titel des Ehrenbürgers.